# Bucov (okręg Ardżesz)
Bucov – wieś w Rumunii, w okręgu Ardżesz, w gminie Râca. W 2011 roku liczyła 361 mieszkańców.